# Kambodja
Kambodja, formellt Konungariket Kambodja (på khmer ព្រះរាជាណាចក្រកម្ពុជា, prĕəh riəciənaacak kampuciə), är ett land beläget på södra delen av halvön Indokina i Sydöstasien. Landet gränsar i väst mot Thailand, i norr mot Laos och mot Vietnam i öst. I sydväst har landet en kust mot Thailandviken. 
Kambodja har en befolkning på över 16 miljoner. Enligt landets konstitution är buddism landets statsreligion och över 97 procent av befolkningen är praktiserande buddister. Majoriteten av befolkningen är khmerer, men det finns även minoriteter av bland annat vietnameser, hankineser och cham. Huvudstad och största stad är Phnom Penh som också är landets politiska, ekonomiska och kulturella centrum. Landet är en konstitutionell monarki. Nuvarande regent Norodom Sihamoni tillträdde 2004. Premiärministern är landets regeringschef, en post som för närvarande innehas av Hun Manet.
Dagens Kambodja föregicks av Khmerriket som grundades av Jayavarman II år 802. Riket blomstrande i över 600 år och innefattade stora delar av Sydostasien. Rikets huvudstad var Angkor. Under 1400-talet började riket att tappa i betydelse. 1863 blev landet ett franskt protektorat och blev senare inkorporerat i Franska Indokina.
Landet blev självständigt från Frankrike 1953. Landet drogs in i Vietnamkriget under 60-talet och blev föremål för upprepade bombningar av USA. Efter en statskupp 1970 utropades Khmerrepubliken. Regeringsmotståndarna röda khmererna tog makten 1975 och utförde folkmordet i Kambodja. 1979 invaderade Vietnam landet och Folkrepubliken Kampuchea grundades, vilken existerade fram till 1991.
Kambodja är medlem av Förenta nationerna sedan 1955, ASEAN, East Asia Summit, Världshandelsorganisationen, Alliansfria rörelsen och La Francophonie. Konstitutionellt har landet ett flerpartisystem och demokratiskt styrelseskick, men sedan parlamentsvalet 2018 är landet i praktiken en enpartistat.
Även om landets inkomst per capita är låg jämfört grannländernas har Kambodja en av de snabbast växande ekonomierna i Asien, med en årlig tillväxt på ungefär sju procent under 2010-talet. Jordbrukssektorn står för stor del av ekonomin, med stark tillväxt i textilindustrin, byggbranschen och turism. FN listar Kambodja som ett av världens minst utvecklade länder.

## Historia
Den första kända utvecklade civilisationen i Kambodja dök upp under det första årtusendet e.Kr. och mellan 800- och 1200-talet blomstrade civilisationen i Khmerriket. Som ett bevis på rikets storhet står ruinstaden Angkor i norra Kambodja.
Efter en invasion från Siam (Thailand) och flera århundraden av förfall blev Kambodja år 1863 ett franskt protektorat som en del av det Franska Indokina. Japanerna ockuperade landet under andra världskriget, men 1953 deklarerades Kambodja såsom självständigt. 
Under Vietnamkriget släppte amerikanerna 2 miljoner ton bomber i Kambodja i ett försök att hindra den nordvietnamesiska arméns och FNL-gerillans operationer i landet. Vietnameserna hade gjort en kringgående rörelse (Ho Chi Minh-vägen) förbi amerikanerna vid den demilitariserade zonen (DMZ). När Sihanouk inte fann sig i detta arrangerade amerikansk underrättelsetjänst och militär att Lon Nol 1970 fick makten i Kambodja genom att i en kupp störta kungen Norodom Sihanouk och utropa Khmerrepubliken. Den tidigare förföljda kommuniströrelsen lierade sig med prins Sihanouk och byggde en "enhetsfront" mot Lon Nol, vilken sågs som en amerikansk marionett. Regeringens motståndare, ledda av de kommunistiska Röda khmererna och Pol Pot, intog huvudstaden Phnom Penh 1975 och grundade Demokratiska Kampuchea.
Uppgifterna om hur många människor som dödades av Röda khmererna varierar mycket. Skillnaden beror mest på om man inkluderar de många svältoffren eller inte. Bedömningarna spänner från 1,7 miljoner ihjälsvultna och avrättade (200 000 avrättade) till 3 miljoner.
Många av de döda betraktades som "statsfiender", om de på något sätt kunde bindas till den tidigare regimen eller var statsanställda tjänstemän, lärare eller munkar, var kritiska till röda khmererna eller mot marxismen, eller bara bjöd på någon sorts motstånd. Flera hundra tusen kambodjaner flydde också till Thailand.
År 1979 invaderade Vietnam landet och drev Röda khmererna ut på landsbygden. Vietnam upprättade Folkrepubliken Kampuchea med stöd av Sovjetunionen men denna erkändes inte som landets lagliga regering varken av FN eller större delar av västvärlden och landet blev mycket isolerat. Röda Khmererna började föra ett gerillakrig mot den tillsatta regeringen som inte helt skulle upphöra förrän 1998. 1991 nåddes en överenskommelse mellan FN och regimen i landet om övergång till demokrati och 1992 ingrep FN och upprättade en egen administration i landet, UNTAC, som ett led i denna process. Det var första gången som FN tog över administrationen i en självständig stat. 1993 genomfördes fria val under UNTAC:s ledning som hjälpte till att återföra landet till ett något mer normalt tillstånd samtidigt som Röda khmererna nästintill upphörde att existera under 1990-talet. 
Befolkningen i Kambodja lider svårt av de gångna krigen även nu då fred råder. Stora delar av Kambodja är fortfarande minerat och hundratals människor dödas eller skadas varje år av minorna. Detta har lett till att Kambodja idag har en mycket stor andel handikappade, vilket ytterligare försvårar landets uppbyggnad. Under 2007 dödades 38 och ytterligare 170 skadades av minor.

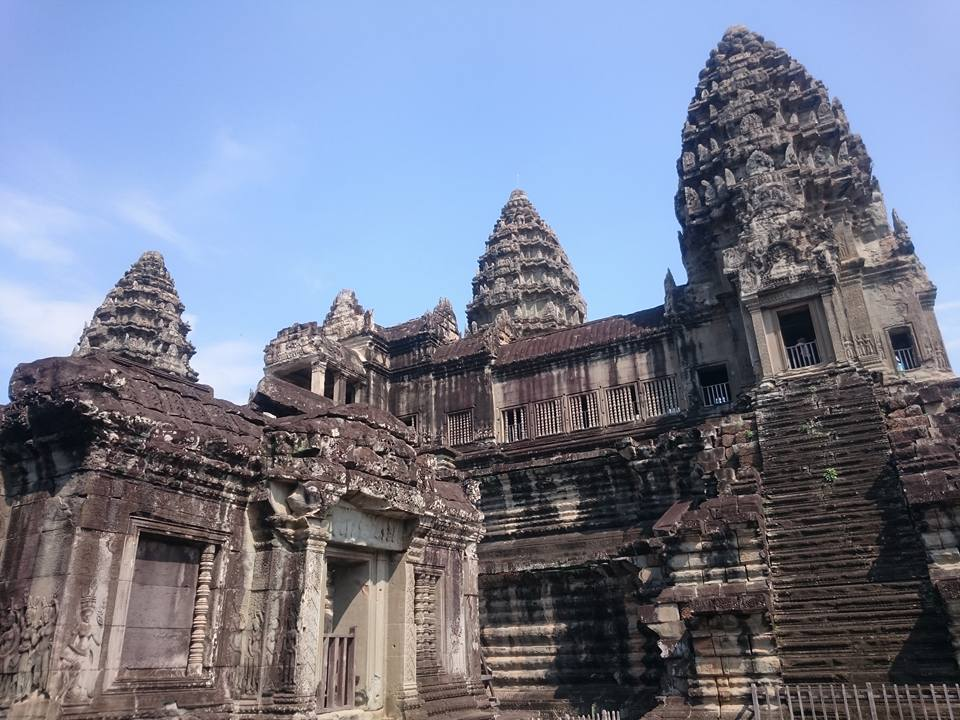
Angkor Wat

Den ekonomiska tillväxten och utvecklingen i Kambodja har varit snabb under hela 2000-talet och sett i ett längre tidsperspektiv har stora framsteg gjorts. Antalet fattiga har minskat, men landet har fortfarande svaga demokratiska traditioner, och det förekommer kränkningar av mänskliga rättigheter och omfattande korruption. Kambodjas premiärminister Hun Sen beskrivs som allt mer auktoritär. Landets fria medier har stoppats.

## Geografi

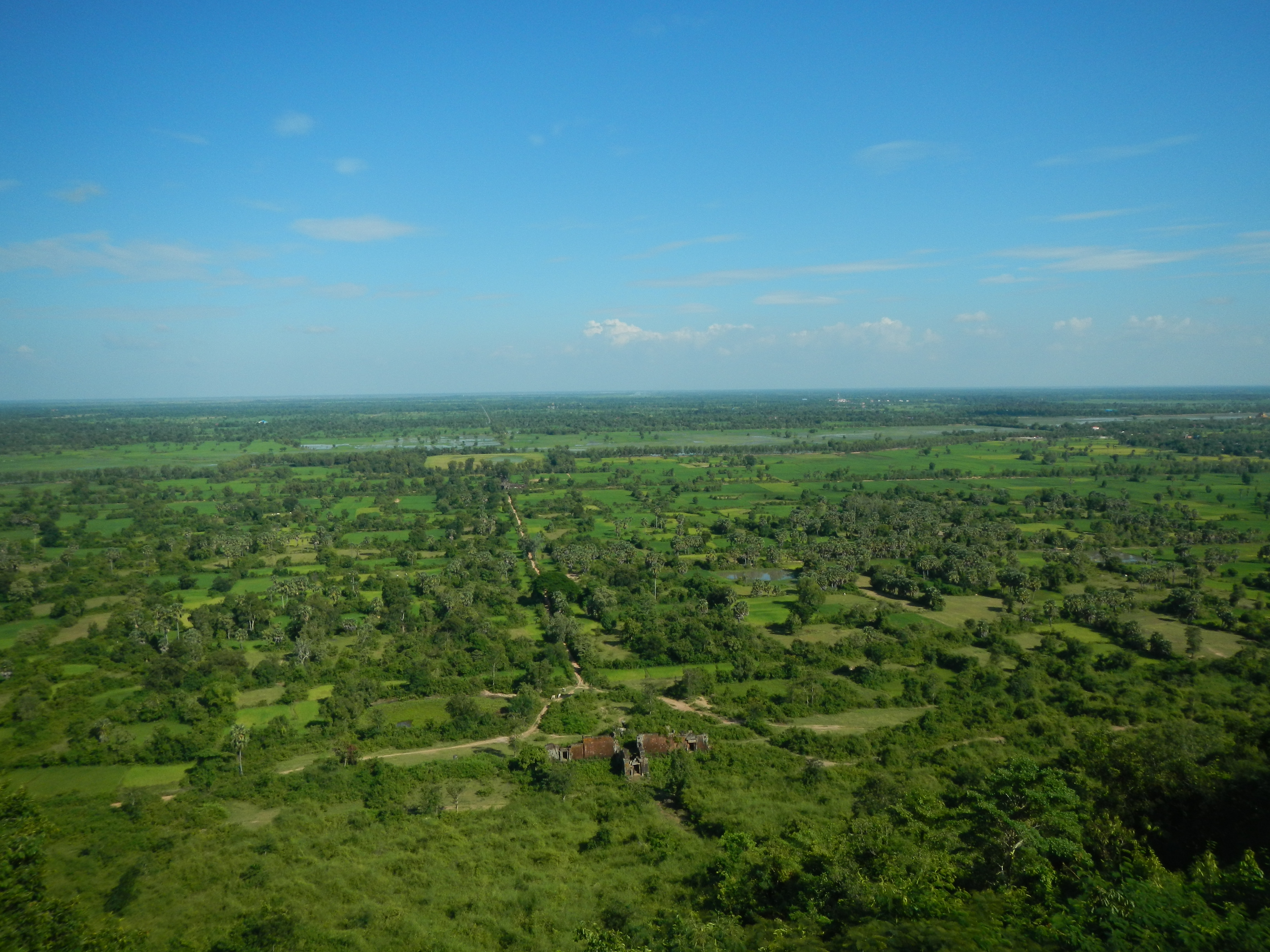
Utblick över det kambodjanska låglandet, med delvis uppodlad mark.

Landet gränsar i väst mot Thailand, i norr mot Laos och mot Vietnam i öst. 

### Topografi och hydrografi
I sydväst har landet en kust mot Thailandviken. Genom landet flyter floden Mekong. I nordväst återfinns Tonlé Sap-sjön. Terrängen är till största del flack, men i sydväst och i norr finns det högre berg.

### Klimat
Kambodja har ett tropiskt klimat. Monsunperioden varar mellan maj och november. Det förekommer väldigt små temperaturskillnader under året.

## Styre och politik

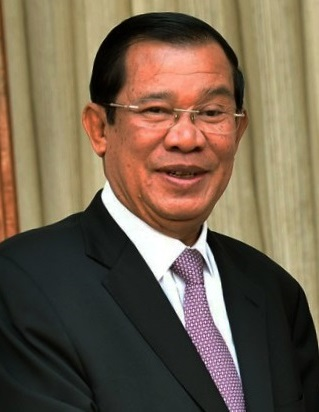
Hun Sen var landets premiärminister mellan 1985 och 2023.

### Författning och styre
Kambodja är en konstitutionell monarki och styrs utifrån 1993 års konstitution. Nuvarande regent och statschef är Norodom Sihamoni som tillträdde 2004 efter att dennes far Norodom Sihanouk abdikerade. Premiärministern är landets regeringschef, en post som mellan 1985 och 2023 innehades av Hun Sen. 2023 efterträddes han av sin son, Hun Manet. Premiärministern utses av kungen, med godkännande av nationalförsamlingen.
Konstitutionellt har landet ett flerpartisystem och demokratiskt styrelseskick, men politiken domineras helt av Kambodjanska folkpartiet och Hun Sens styre har beskrivits som totalitärt. Efter att landets största oppositionsparti bannlysts inför parlamentsvalet 2018 har landet beskrivits som en enpartistat. Freedom House klassar Kambodja som "ej fritt".

### Administrativ indelning

Karta över Kambodjas provinser.

Kambodja är indelat i 25 provinser (khett, singular och plural) där Phnom Penh har en speciell status som "autonom kommun" (på khmer: reach thani). På nivån under finns det 159 distrikt och 26 kommuner.
| Nr | Provins                        | Huvudstad        | Yta (km2) | Befolkning (2019) |
| -- | ------------------------------ | ---------------- | --------- | ----------------- |
| 1  | Banteay Meanchey               | Sisŏphŏn         | 6 679     | 859 545           |
| 2  | Battambang                     | Battambang       | 11 702    | 987 400           |
| 3  | Kampong Cham                   | Kampong Cham     | 4 549     | 895 763           |
| 4  | Kampong Chhnang                | Kampong Chhnang  | 5 521     | 525 932           |
| 5  | Kampong Spoe                   | Chbar Mon        | 7 017     | 872 219           |
| 6  | Kampong Thom                   | Stung Saen       | 13 814    | 677 260           |
| 7  | Kampot                         | Kampot           | 4 873     | 592 845           |
| 8  | Kandal                         | Ta Khmau         | 3 179     | 1 195 547         |
| 9  | Kep                            | Kep              | 336       | 41 798            |
| 10 | Koh Kong                       | Khemarak Phoumin | 10 090    | 123 618           |
| 11 | Kratié                         | Kratié           | 11 094    | 372 825           |
| 12 | Mondulkiri                     | Senmonorom       | 14 288    | 88 649            |
| 13 | Ŏtâr Méanchey                  | Sâmraông         | 6 158     | 261 252           |
| 14 | Pailin                         | Pailin           | 803       | 71 600            |
| 15 | Phnom Penh                     | Doun Penh        | 679       | 2 129 371         |
| 16 | Sihanoukville (Preah Sihanouk) | Sihanoukville    | 1 938     | 302 887           |
| 17 | Preah Vihear                   | Tbêng Méanchey   | 13 788    | 251 352           |
| 18 | Pursat                         | Pursat           | 12 692    | 411 759           |
| 19 | Prey Veng                      | Prey Veng        | 4 883     | 1 057 428         |
| 20 | Ratanakiri                     | Banlung          | 10 782    | 204 027           |
| 21 | Siem Reap                      | Siem Reap        | 10 299    | 1 006 512         |
| 22 | Stung Treng                    | Stung Treng      | 11 092    | 159 565           |
| 23 | Svay Rieng                     | Svay Rieng       | 2 966     | 524 554           |
| 24 | Takéo                          | Doun Kaev        | 3 563     | 899 485           |
| 25 | Tboung Khmum                   | Suong            | 5 250     | 775 296           |

### Politik
Politiskt fanns fram till sommaren 2017 en positiv rörelse mot ökad öppenhet och förbättrad samhällsstyrning. Det politiska klimatet har försämrats kraftigt sedan hösten 2017. I samband med att regeringspartiet Cambodian People’s Party  (CPP) såg sin maktposition hotas av oppositionspartiet Cambodia National Rescue Party (CNRP) inför parlamentsvalet i juli 2018, vidtogs flera åtgärder som inneburit allvarliga bakslag för den demokratiska utvecklingen i landet samtidigt som de auktoritära tendenserna blivit tydligare. Särskilt märkbart har varit Högsta domstolens beslut 2017 att upplösa CNRP och förbjuda ledande företrädare att arbeta politiskt.

## Ekonomi och infrastruktur

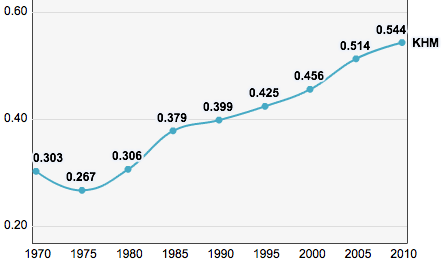
Kambodjas position på Human Development Index, 1970–2010.

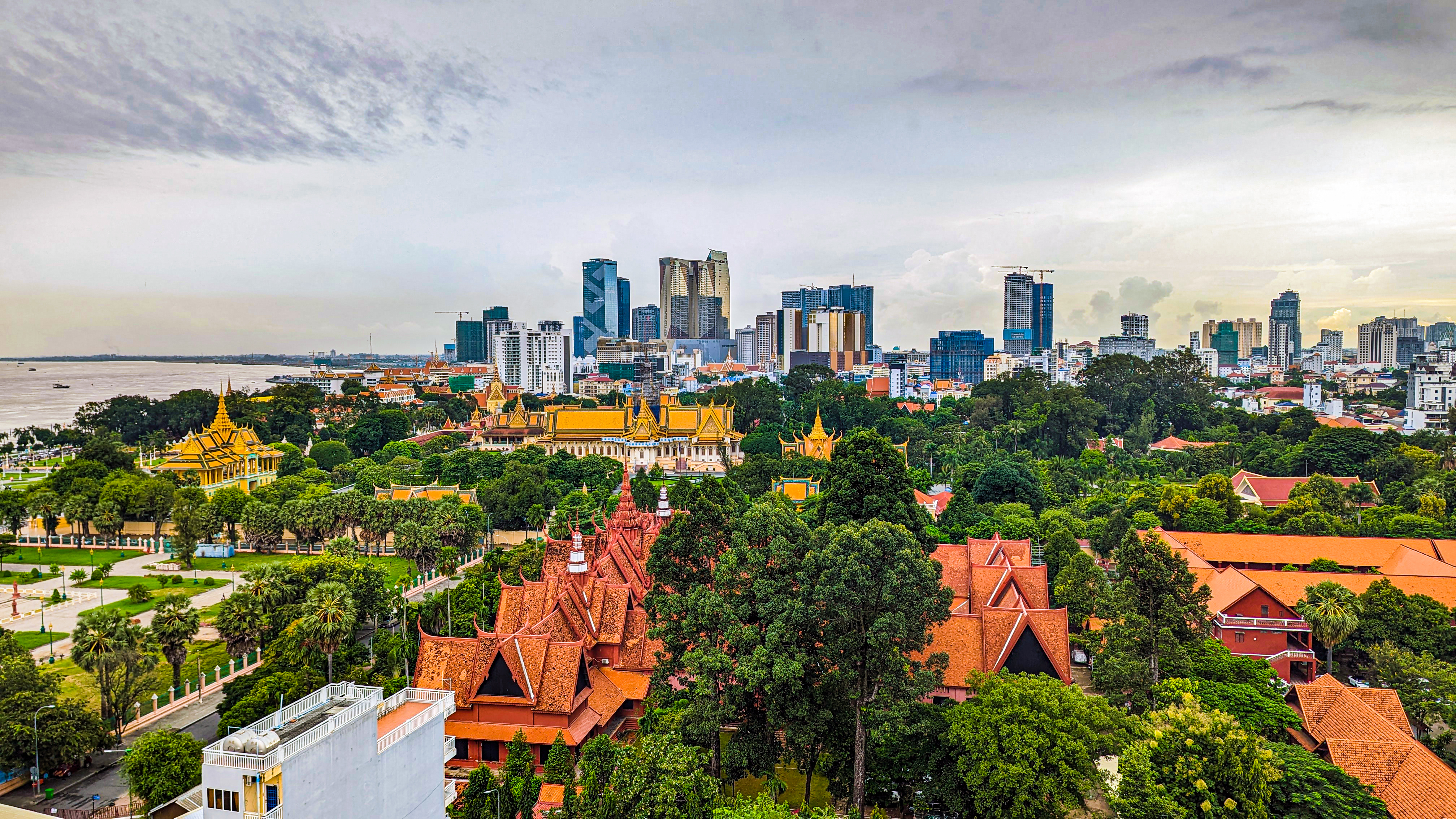
Phnom Penh, landets huvudstad och största stad.

År 1995 påbörjade landet en övergång från planekonomi till marknadsekonomi. Kambodjas ekonomiska tillväxt avtog dramatiskt mellan åren 1997 och 1998 till följd av den ekonomiska krisen i hela området, civila våldsbrott och politiska bråk. De utländska investeringarna och turismen minskade kraftigt. 1999 var det första året på över 30 år som det var helt och hållet fred i landet och tillväxten ökade då med 5 procent. Den ökningen fortsatte mellan åren 2000 och 2002. 
Kambodja har haft en stark ekonomisk tillväxt de senaste årtionden. Under 2010-talet har landet haft en årlig tillväxt på ungefär sju procent. Turism, textilindustrin, byggbranschen och jordbrukssektorn står för nästan all tillväxt. Cirka 700 000 personer jobbar inom textilindustrin, majoriteten av dessa är kvinnor. Turism har blivit en allt viktigare del av Kambodjas ekonomi och 2017 besökte över 5 miljoner människor landet.
Även om andelen fattiga enligt Världsbankens definition minskade från 52,2 till 20,5 procent mellan 2004 och 2011, så är Kambodja fortsatt är ett av de fattigaste länderna i Asien. Korruption, höga inkomstskillnader och dåliga jobbutsikter är några av hindren för ekonomin.

## Befolkning

### Demografi

#### Minoriteter
Nästan 98 procent av befolkningen utgörs av khmer. Det finns därtill minoriter av vietnameser, hankineser och cham, där de sistnämnda utgör strax över 1 procent av befolkningen.

### Språk
Khmer är det mest utbredda språket i landet, tillika officiellt språk. Franska, som under kolonialtiden var landets officiella språk, talas fortfarande av många äldre kambodjaner och är också undervisningsspråket i vissa skolor och universitet som finansieras av Frankrike. Det finns också en franskspråkig tidning och vissa TV-kanaler sänds på franska. Kambodja är medlem i La Francophonie. Sedan 1993 har engelska blivit mer utbrett och undervisas i allt fler skolor, på bekostnad av franska.

### Religion
Vad gäller religiös tillhörighet är cirka 98 procent av befolkningen buddhister. Minoritetsreligioner är islam (1,1 procent) och kristendom (0,5 procent).

## Kultur

### Traditioner

#### Helgdagar och högtider
| Datum      | Svenskt namn          | Lokalt namn        | Kommentar                     |
| ---------- | --------------------- | ------------------ | ----------------------------- |
| april      | Nyår                  | Thingyan           | Vattenfestival                |
| maj        | -                     | Chat Preah Nengkal | Kunglig plogceremoni          |
| -          | -                     | Visakha Puja       | firande av Buddhas liv        |
| -          | Alla helgons dag      | P'chum Ben         | -                             |
| 30 oktober | Kungens födelsedag    | -                  | -                             |
| november   | Dansfestival          | Bon Om Tuk         | Tonlé Sapflodens ström vänder |
| 9 november | Självständighetsdagen | Hohn a'chak        | Flaggornas dag                |

## Internationella rankningar
| Organisation                                | Undersökning                   | Rankning   |
| ------------------------------------------- | ------------------------------ | ---------- |
| Heritage Foundation/The Wall Street Journal | Index of Economic Freedom 2019 | 105 av 180 |
| Reportrar utan gränser                      | Pressfrihetsindex 2019         | 143 av 180 |
| Transparency International                  | Korruptionsindex 2018          | 161 av 180 |
| FN:s utvecklingsprogram                     | Human Development Index 2018   | 146 av 189 |